# El Manatí
El Manatí egy régészeti lelőhely Mexikó Veracruz államában. Az olmékok egyik szent helye volt körülbelül i. e. 1600-tól i. e. 1200-ig. Több lelet mellett itt találták meg a legrégebbi gumilabdákat és fából készült tárgyakat, amiket valaha Mexikóban találtak. A gumilabdákat a Mezoamerikában népszerű labdajáték során használták, míg faszobrok a "hosszú ember" stílusban készültek.
El Manatí a Cerro Manatí lábánál található, mintegy 15 kilométerre délkeletre az olmékok egyik központjától, San Lorenzo Tenochtitlántól. Arról nevezetes, hogy más olmék területekkel ellentétben, itt nem álltak sem szertartási sem lakóépületek. El Manatíban három szakaszt különböztetnek meg a régészek: Manatí A korszak (kb. i. e. 1700-i. e. 1600), Manatí B korszak, és a Macayal korszak (kb. i. e. 1040 körül ± 150 év). A faszobrok ebből az utolsó korszakból származnak.
El Manatít több okból választhatták szent helynek:
- Egy természetes forrás miatt, ami gyakran volt jellemzője a mezoamerikai szent helyeknek.
- Vörös színezőanyag jelenléte, valószínűleg hematité, ami a vért jelképezte.
- A hely egy domb, a Cerro Manatí tövében fekszik. Sok korai mezoamerikai lelőhely egy-egy domb keleti vagy nyugati lábánál fekszik (pl. Chalcatzingo, Teopantecuanitlan és Las Bocas)

El Manatí 3. ásatási periódusában, 1989-ben került elő a 37 fa mellszobor. Ezek a szobrok nagyon jó állapotban őrződtek meg, köszönhetően a természeti viszonyoknak. Carbon-14 vizsgálattal állapították meg, hogy a szobrok i. e. 1200 körül készültek, ciba és jobo fából. Szinte valamennyi szobrot rituálisan temettek el növényi részekbe csomagolva. Az, hogy a szobrokat közel egy időben temették el, azt bizonyíthatja, hogy a tárgyak felajánlások voltak a helyi isteneknek azért, hogy a csapások (talán árvíz vagy aszály) ellen megvédje őket.
Annak ellenére, hogy az alakok nyilvánvalóan stilizáltak, a kutatók úgy vélik, hogy mivel egyéni arckifejezéseik vannak, ezért valóban élt embereket ábrázolnak. A faszobrok mellett más tárgyakat is találtak, például
- Az 1. szobor mellett fából készült egyéb szobrok és sötétzöld fejsze volt,
- a 2. szobor mellett egy nagy obszidián tárgy, levelek és növények kötegei, egy hematitból készült labda, néhány homokkő szikladarab, és emberi csontok. Keletre tőle találtak egy gyerek csontvázat.
- az 5-7. szobrok csoportosan voltak eltemetve, egy háromszög szárait képezve. Ezek a szobrok növényi anyagba voltak burkolva, és élelemmel lefedve. Egy befejezetlen faszobor, és egy gyerek koponyája volt mellettük.

A gumilabdák és a szobrok mellett számos jádéból készült szertartási baltát is előástak, valamint agyagedényeket, zöld kőből készült gyöngyöket, amik valaha nyakláncok lehettek, csecsemőarcú figurákat, rituális használatra szánt obszidián késeket, újszülöttek és meg nem született gyerekek csontjait, és egyéb emberi és állati csontokat. A legtöbb tárgy gondosan volt elhelyezve, ami szintén a hely szent voltára utal.
El Manatí régészeti lelőhelyét egy helyi lakos fedezte fel. 1988-tól kezdődően 4 szezonon keresztül folytak itt ásatások.

## Fordítás
- Ez a szócikk részben vagy egészben  az   El Manatí című angol Wikipédia-szócikk ezen változatának fordításán alapul.  Az eredeti cikk szerkesztőit annak laptörténete sorolja fel. Ez a jelzés csupán a megfogalmazás eredetét és a szerzői jogokat jelzi, nem szolgál a cikkben szereplő információk forrásmegjelöléseként.